# هردور بیورگوین مگنوسون
هردور بیورگوین مگنوسون (ایسلندی: Hörður Björgvin Magnússon؛ زادهٔ ۱۱ فوریهٔ ۱۹۹۳) بازیکن فوتبال اهل ایسلند است.
از باشگاه‌هایی که در آن بازی کرده‌است می‌توان به فرم، یوونتوس، اسپزیا، چزنا و بریستول سیتی اشاره کرد.
وی همچنین در تیم ملی فوتبال ایسلند بازی کرده‌است.